# Art Greenspon
Arthur Greenspon (nacido en 1942) es un fotógrafo retirado estadounidense que se destacó por su cobertura de la Guerra de Vietnam. Greenspon fue a la guerra como corresponsal de United Press International después de vender su automóvil para financiar la tarifa aérea. Cubrió el Sitio de Khe Sanh y la Batalla de Huế a principios de 1968 antes de ser atrapado en una emboscada en la jungla. Una fotografía que Greenspon tomó de la llegada de un helicóptero de evacuación médica se publicó en la portada del New York Times y ha sido calificada como la «mejor foto de la guerra». Greenspon resultó herido en mayo de 1968 mientras cubría los combates en Saigón y, al darse cuenta de que no podía continuar como fotógrafo, regresó a los EE. UU. Posteriormente trabajó para el New York Times y para el Canal 13 de Nueva York. Después de dejar la industria de los medios debido a la mala paga, estudió para obtener un título y comenzó una carrera en las finanzas de Wall Street. Después de su jubilación, se volvió a capacitar como trabajador social para trabajar con veteranos militares.

## Primeros años de vida

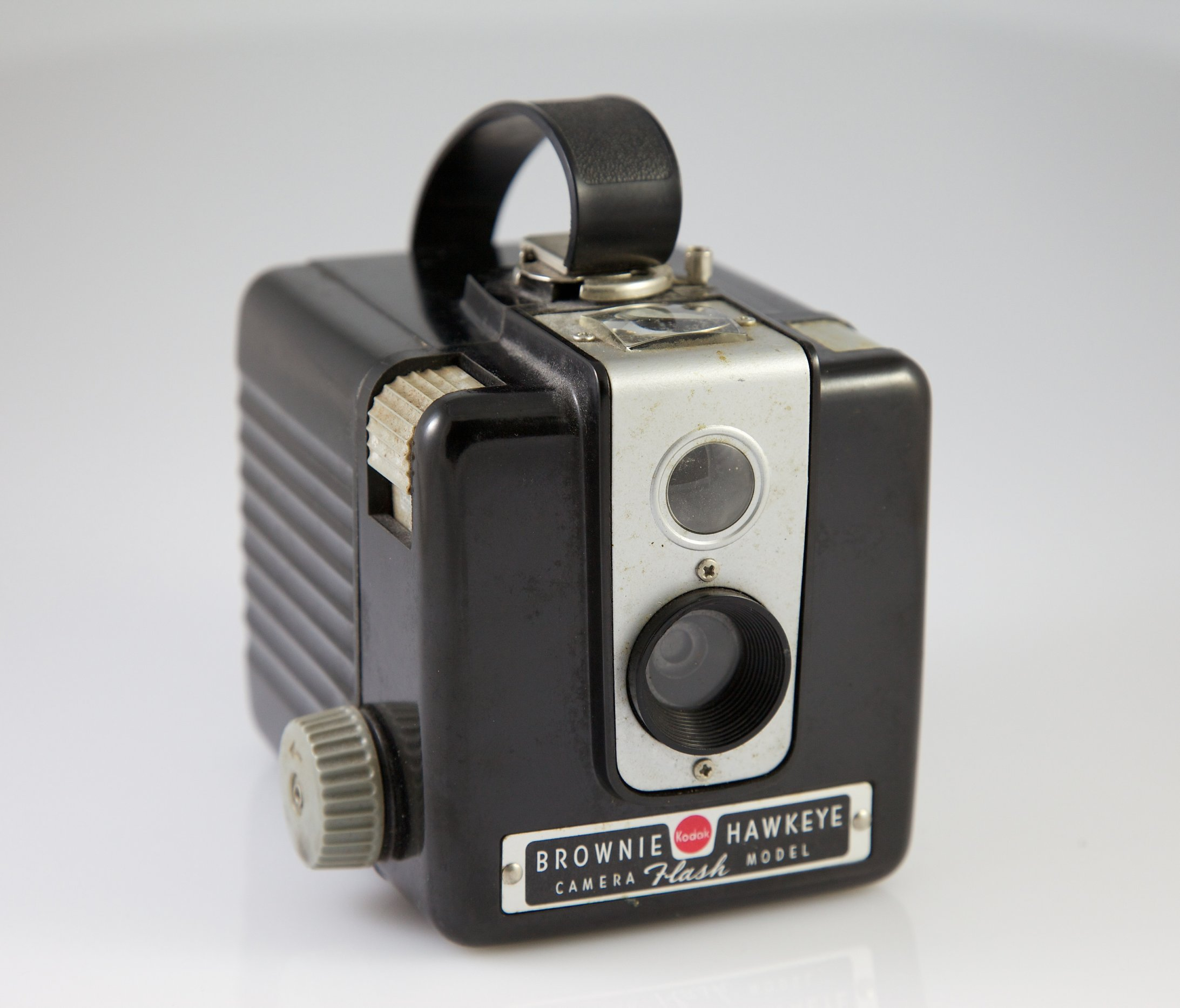
Una Kodak Brownie Hawkeye producida c. 1950.

El padre de Greenspon sirvió en el ejército estadounidense durante la Segunda Guerra Mundial y regresó del frente con una cámara Zeiss Ikon. Greenspon estaba fascinado con la cámara, pero su padre no le permitió usarla, sino que compró una Kodak Brownie Hawkeye para Greenspon. Hizo mucho uso de la Brownie cuando era niño, convirtiendo el baño de la planta baja de su casa en un cuarto oscuro.
Greenspon encontró trabajo como reportero para la estación WCBS-TV, pero quería una carrera en fotografía y renunció para convertirse en asistente de cuarto oscuro con un salario más bajo. A través del fotógrafo Tim Page, conoció a Bill Snead en United Press International (UPI). Snead accedió a darle trabajo a Greenspon como corresponsal si podía viajar a Vietnam para cubrir la Guerra de Vietnam. Greenspon vendió su Volkswagen Beetle por $ 600 para financiar un boleto de ida a Saigón, donde llegó el día de Navidad de 1967.

## Vietnam
Greenspon cubrió el Sitio de Khe Sanh y la Batalla de Huế a principios de 1968. El 31 de marzo de 1968, se unió a una compañía de la 101.ª División Aerotransportada en el valle de A Sầu, cerca de la frontera con Laos, y llegó en un helicóptero de entrega de municiones. La compañía estaba destinada a realizar un patrullaje de dos días en la selva. Fue emboscada mientras se movía a través de una densa hierba elefante. Las bajas estadounidenses fueron tan altas que Greenspon decidió no tomar ninguna fotografía de las consecuencias inmediatas. El mal tiempo retrasó la evacuación en helicóptero de los heridos hasta el día siguiente.
A la mañana siguiente, Greenspon estaba cerca del lugar de aterrizaje del helicóptero. El sargento primero de la compañía dirigía el helicóptero para que aterrizara, con los brazos en alto, mientras los médicos asistían a los heridos hacia el lugar de aterrizaje y, cerca de Greenspon, un herido yacía boca arriba. Sin tiempo para preparar su cámara Nikon, Greenspon tomó rápidamente tres fotografías. Partió en el siguiente helicóptero, llevando los cuerpos de los hombres muertos en la emboscada.
Cuando regresó a la base, Greenspon descubrió que su cámara se había mojado y que la película se había agarrotado en su interior. La mayor parte de la película quedó inutilizable, pero se salvaron algunas de las fotografías posteriores, incluidas las de la evacuación. Una de las fotografías, más tarde titulada Ayuda desde arriba, fue publicada en la portada del New York Times. Ha sido llamada la «mejor foto de la guerra»; fue nominada para un premio Pulitzer y apareció en el documental de 2017 The Vietnam War.
En mayo de 1968, durante la Operación Toan Thang I, una ofensiva dirigida por Estados Unidos contra las fuerzas norvietnamitas y del Viet Cong en Saigón, Greenspon resultó herido en la cara por un proyectil gastado en Tan Son Nhut. La bala que alcanzó a Greenspon había atravesado la mano del reportero gráfico Co Rentmeester. En el mismo compromiso, el fotógrafo de UPI Charles Eggleston fue muerto. Greenspon se quedó con la ronda alojada en la cavidad sinusal y los cirujanos militares estadounidenses se la quitaron del interior de la boca rompiéndole el pómulo para minimizar las cicatrices. Greenspon casi murió de disentería y fiebre después de la operación. Trató de reanudar la fotografía después de la lesión, pero descubrió que sus manos temblaban tanto que no podía disparar la cámara. La revista Life pagó las cuentas del hospital y Greenspon regresó a los EE. UU. después de sobornar a los funcionarios de inmigración de Vietnam del Sur (había estado trabajando ilegalmente en Vietnam, ya que solo tenía una visa de turista de 10 días).

## Regreso a los Estados Unidos
Después de su regreso a los Estados Unidos, Greenspon trabajó como fotógrafo para el New York Times de 1968 a 1971. Luego trabajó para el Canal 13 de Nueva York como productor de segmento en su programa de noticias The 51st State. Dejó los medios debido a dificultades financieras y pasó a conducir un taxi y trabajar en ventas. Después de obtener una licenciatura en artes en la escuela nocturna, Greenspon trabajó en finanzas en Wall Street a través de un programa de capacitación para graduados. Se convirtió en gerente de cartera en varios bancos privados antes de jubilarse en 2007. En 2011, a la edad de 69 años, Greenspon obtuvo una maestría en trabajo social clínico y pasó a trabajar con veteranos militares que sufrían trastorno por estrés postraumático y adicción.